# 軸電壓
軸電壓是指出現在电动机及發電機的軸上，因為和馬達繞組之間電感耦合或是電容耦合而產生的電壓。軸電壓一般會出現在变频器驅動的馬達，像暖通空調及制冷（HVAC/R）系統就常用变频器驅動馬達。直流馬達會因為電樞繞組而產生對軸的漏電流，因為軸電壓產生的電流會造成馬達軸承的損壞，不過可以透過軸的接地電刷、馬達框架接地、使用絕緣軸承或是使用屏蔽線而避免。
軸電壓會因為馬達（或發電機）中非平衡的磁場而感應產生。軸電壓也可能來自外部來源，例如其他耦合機械，或是因為馬達推動的滑輪和橡皮皮帶摩擦產生的靜電電荷。
轉子和馬達繞組一定有某程度的电容耦合，但等效寄生电容的作用類似高通濾波器，因此在50-60 Hz的電源頻率，耦合的效應不強。但變頻器因為使用脈波寬度調變（PWM）來控制交流电动机，其IGBT的交換頻率大約是在數千Hz，因此馬達軸會耦合較高的電壓高頻地電流的存在會造成火花、電弧、雷擊，也可能會損害軸承。

## 對策
降低軸電壓的方式有：絕緣、加入其他放電路徑、法拉第籠、絕緣軸承、陶瓷軸承、接地電刷以及軸接地環。

### 法拉第籠
靜電屏蔽感應馬達（ESIM）是一個處理軸電壓問題的問題，因為只要電壓在介質擊穿電壓以下，屏蔽隔離可以減少內部的電壓，因此可以減少軸承的劣化，這也是一種減少因變頻器而產生軸承凹槽的方法，磨損。

### 接地電刷
利用接地電刷將軸接地可以提供一個軸承到馬達機殼之間的低阻抗路徑。此路徑可以讓電荷離開軸承，也可以讓軸電壓變小很多，因此軸承電流也減小很多。

### 軸接地環
軸接地環（SGR）類似接地電刷，接地電刷是用導電式的微纖維，因此可以產生軸到接地端之間的低阻抗路徑。

### 絕緣軸承
絕緣軸承可以消除電流藉由軸承流到接地的路徑。不過絕緣軸承不會消除軸承電壓，因此電荷仍然會找最低阻抗的路徑流到接地。若最後電荷透過驅動的負載或是其他設備流到接地，可能會造成其他問題。

### 屏蔽線
高頻的接地可以用屏蔽線來改善，在馬達和變頻器之間提供很低的阻抗路徑。常用的電纜類型是連續波紋的鋁護套電纜。

## 外部連結
- (PDF).   [May 23, 2011]. （原始内容存档 (PDF)于2011-07-20）.
- A Unique System for Reducing High Frequency Stray Noise and Transient Common Mode Ground Currents to Zero, While Enhancing Other Ground Issues Meeting Notices and Rule Changes （页面存档备份，存于） from Electrical Manufacturing and Coil Winding